# Les Rois de la réno
Les Rois de la réno (Flip or Flop en anglais) est une émission de télévision de rénovation et de décoration de maisons situées en Californie, diffusée depuis 2013 sur HGTV aux États-Unis, sur 6ter en France à partir de 2017,.et AB3 en Belgique depuis 2023 La série télévisée, qui connaît près d'une dizaine de saisons en 2020, est présentée par le couple dans la vie Tarek El Moussa (en) et Christina Hall (en), séparés en 2016.
Après la crise des subprimes de 2008, ces deux agents immobiliers du comté d'Orange décident de diversifier leur activité et de se lancer dans la rénovation de maisons. En 2011, Tarek aidé par un ami, réalise un pilote filmé de la rénovation d'une maison, puis l'envoie à la chaine HGTV. La signature officielle concernant une émission de télévision nommée Flip or Flop est opérée en 2012. Les diffusions débutent en 2013 sur HGTV.
Lors de chaque émission, Tarek trouve et choisit une maison saisie et remise en vente, ainsi le couple rachète le bien. Celui-ci est rénové en totalité par un entrepreneur sous le contrôle et avec la participation de Tarek, alors que Christina gère globalement l'aspect esthétique, stylistique et l'agencement de la maison, en accord avec son mari. Les extérieurs sont également réhabilités selon les choix du couple. Les travaux terminés laissent place à un home staging, puis le couple reprend son rôle d'agent immobilier pour faire visiter la maison à des acheteurs potentiels afin de la revendre, avec plus ou moins de bénéfice.
En 2016, le couple se sépare, mais décide de continuer à collaborer et permet à l'émission de connaitre de nouvelles saisons.

## Photographies

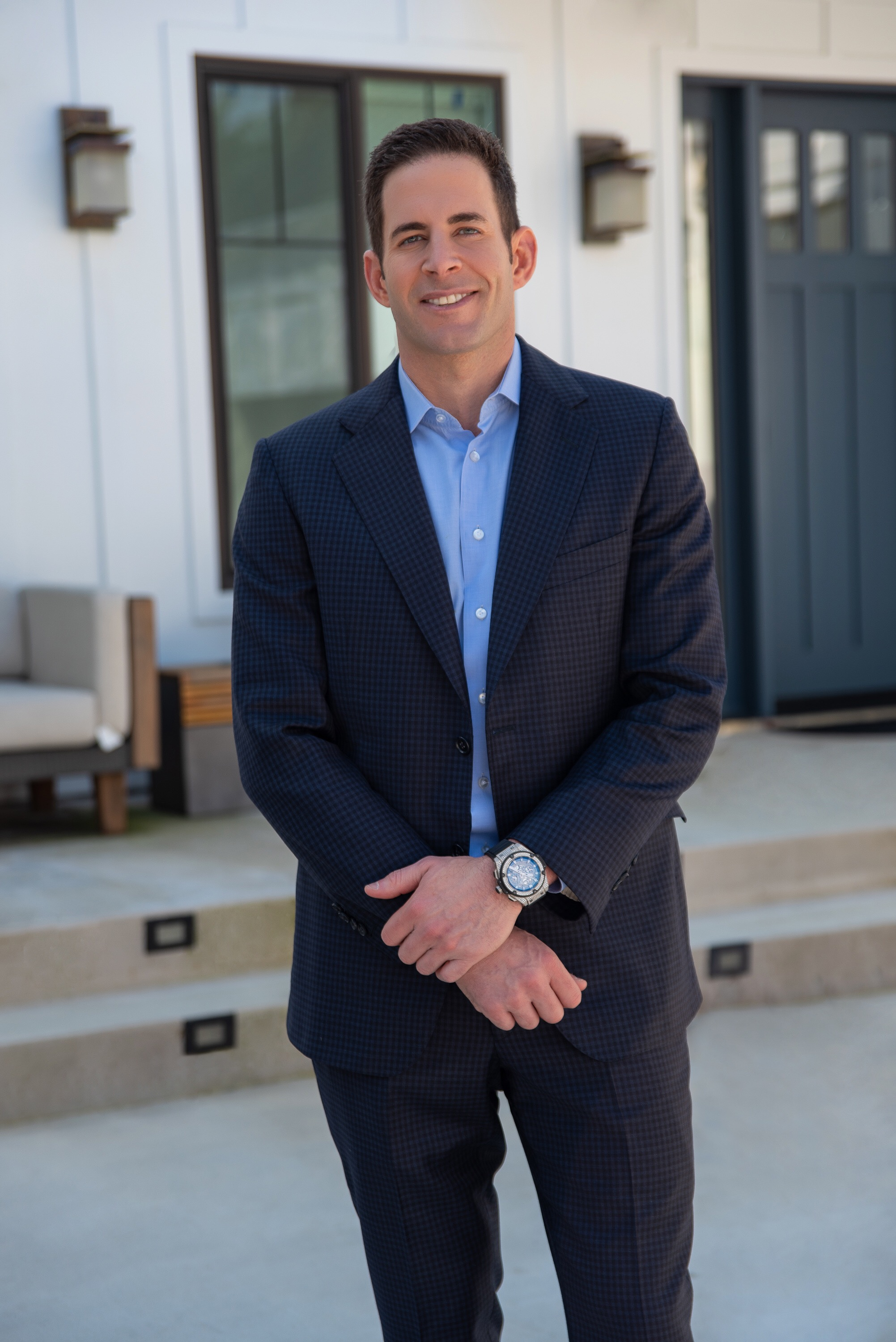
Tarek El Moussa.
Christina Anstead (précédemment El Moussa).